# المرأة في ألبانيا
النساء في ألبانيا هن النساء الأوروبيات اللائي يعشن أو من ألبانيا، الرابطة النسائية الأولى في البانيا تم تأسيسها عام 1909.
الألبانيات المتواجدات في شمال منطقة محافظة جيغ يسطر عليهن المجتمع الابوى التقليدي حيث أن المراة في مثل تلك المجتمعات لها ادوار تابعة ثانوية، فهن يؤمنون بغلبة الذكور". وهذا رغم وصول الديمقراطية واعتماد اقتصاد السوق الحر في البانيا بعد فترة لحزب العمل الشيوعى.
على حسب الثقافة الألبانية في منطقة جيغ، فإنه على مر 500 عاما لقانون"Kanun of Lek Dukagjini Leke Gheg", المدون لقواعد السلوك التقليدية، حيث تقوم المراة بدور رعاية الأطفال والعناية المنزلية.

## التاريخ

### المركز الإجتماعي التقليدي بمنطقة توسك
تعد الليبرالية بمعناها التقليدى، الألبان في جنوب توسك وفي وسط البانيا، اغلبية السكان الالبانيين الذين يعيشون داخل البانيا للاقليات التي تعيش داخل السكان الالبان من البلقان والأكثر من أوروبا.
يعتبر نوع الجنس والتمييز الدينى منتشر في المجتمع الالبانى وخاصة بمنطقة جيغ التي تسود فيها التقاليد القديمة ويغلب في تلك المنطقة عدم مساواة الجنسين.

### التعادات والتقاليد القديمة
قبل الحرب العالمية الثانية، كان لبعض النساء الالبانيات بمنطقة جيغ يعشن في سريات والرجال يعيشون في المناطق الجبلية. اهتمام رجال جيغ بمن يتزوجهن على المراة أن تكون عذراء المراة تدفع إلى استعادة العذرية. وعلى الرغم من خطر الإصابة بالالتهابات والامراض.

## حقوق المرأة في السياسة الألبانية
في عام 1920 أسست أوراني رامبو ومجموعة أخرى من النساء جمعية Lidhja e Gruas (اتحاد النساء) وكانت أحد أهم النقاط التي قامت بنشاطات قوية لتعزيز دور المراة في ألبانيا، وفي فترة ما بعد ذلك قدم الحزب الشيوعي أدوارا ومساعدات لنهضة ونمو دور المرأة.
تم نشر تقرير النساء والاطفال في البانيا: العائد المزدوج للمساواة بين الجنسين تم نشره من اليونيسيف سلسلة تقارير دورية عن حالة الأطفال في البانيا. وهذا المنشور هو ثاني تقرير سنوي ويركز هذا العام على المسائل الحاسمة المتعلقة بنوع الجنس، مع تسليط الضوء بصفة خاصة على تاثير نوع الجنس على الفقر والتمييز وعدم المساواة ضد المراة، مع ما يصحب ذلك من عواقب وخيمة على الأسرة الالبانية. المساواة بين الجنسين ومبدا جديد المجتمع الالبانى، التي هي احوج ما تكون يجاهدون للتوصل لاتفاق. بسبب التقاليد البلقان الابوى المجتمع الالبانى تقليديا يسيطر عليه الرجال، للنساء اللاتى أجبرن على المواقع الخاضعة سنوات الشيوعية خلق التناقض الصارخ بين خطاب التحرر من واقع الحياة اليومية. عقب انهيار الشيوعية في عام 1991, مرت فترة البانيا في كثير من الأحيان التغييرات الاجتماعية والسياسية والاقتصادية
البيانات المتعلقة بالفقر في البانيا تشهد على تانيث الفقر وتزايد اعداد الأطفال المصابين به. وعلى الرغم من انه في عام 2005 مستوى الفقر المدقع بمقدار 27 في المائة، فان الأرقام المتعلقة بالطفل والمراة بنسبة اقل. وتشير البيانات إلى ان الحد من الفقر في المناطق الريفية اقل، بالإضافة إلى عوامل أخرى، إلى تدنى مركز المراة الاقتصادى والاجتماعى بالمقارنة مع الرجال. على الرغم من انه لا توجد مؤشرات عدم المساواة بين الجنسين في معدلات الالتحاق بالمدارس والحضور، تظهر البيانات ان النساء في سن الانجاب على المستويات التعليمية المنخفضة. كما تظهر البيانات ان المستويات التعليمية للمراة، ولا سيما تعليم ثانوى أو أعلى، له تاثير ايجابى على تحسين وضعها الاقتصادى والصحة الانجابية. لكل سنة دراسية اضافية للامهات فوق المستوى الابتدائي، انخفاض معدل وفيات الأطفال دون سن الخامسة بنسبة 8,3 في المائة.

## العمل
في خلال الحقبة الشيوعية معظم الالبان للنساء العاملات. الفترة الانتقالية في البانيا اتسمت التحولات الاقتصادية السريعة وعدم الاستقرار. سوق العمل تواجه العديد من المشاكل الشائعة في معظم البلدان التي تمر اقتصاداتها بمرحلة انتقالية، مثل فقدان الوظائف في قطاعات عديدة، ان لم تكن كافية تعوضه الناشئة قطاعات جديدة. وفي عام 2011, كان معدل العمالة 51.8% مقابل النساء 65.6 في المائة للرجل 

## التعليم

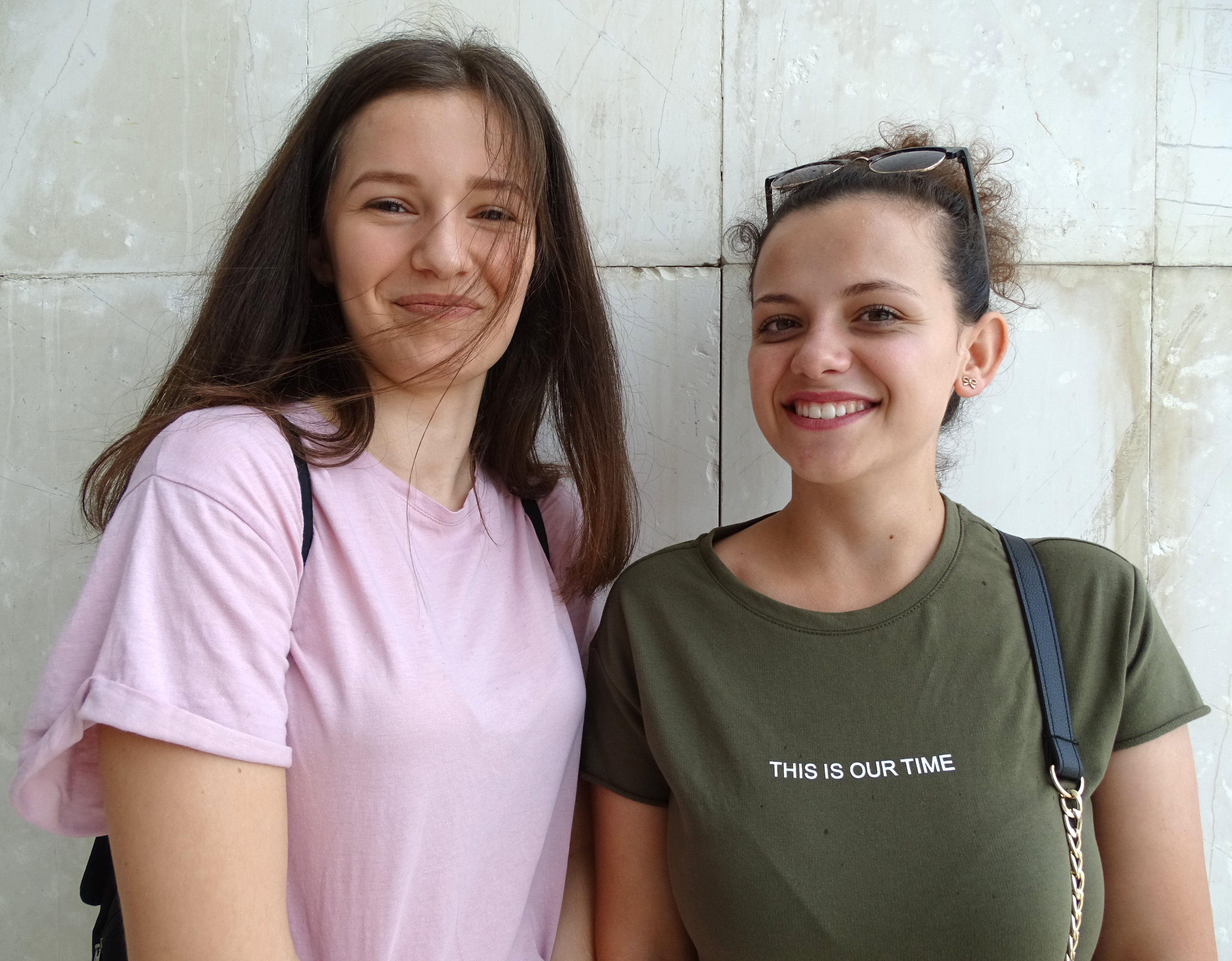
طالبات الجامعة خارج المتحف التاريخي الوطني - تيرانا - ألبانيا.

ففى اواخر عام 1946, نحو 85% من الشعب اميون، ويرجع ذلك المدارس التي تستخدم اللغة الالبانية كانت شبه معدومة في البلاد قبل استقلالها في عام 1912.
دول الجوار، وتجارة الجنس. وعى الراى العام ان النسبة الأكبر من النساء والفتيات المتجر بهن قد اختطفوا، للتغرير أو الإكراه. النساء والفتيات من الأسر الفقيرة، الذين يعانون من اعتلال التحصيل التعليمى، وقلة فرص الحصول على المعلومات الا بدعم ضئيل في الأسرة، معرضون لخطر الاتجار من ماليا أكثر امانا من الإناث. البيانات المتاحة بشان الاتجار في البشر ليست مشجعة. المعلومات المتاحة من وزارة الأمن العام لا تشمل البيانات المتعلقة بنوع الجنس أو الإقامة الاصلية ضحايا الاتجار حتى أرقام الإناث المهربة من المناطق الريفية الفقيرة من المحتمل ان استهانت. والإجهاض الانتقائي شكلا آخر من اشكال العنف القائم على نوع الجنس. بيانات المستشفيات ان البانيا الكثير من الاباء يفضلون ذكرا وليس الفتاة. ونتيجة لذلك، فان 60 في المائة من حالات الإجهاض التي تعزى إلى جنس الطفل. معظم الأمهات تلجا إلى الإجهاض في الفصل الثاني من الحمل من المناطق الريفية مع جنس المولود سبب الإجهاض.